# Greatest Hits (álbum de Traffic Sound)
Greatest Hits es un álbum compilatorio de la banda de rock psicodélico peruano Traffic Sound, lanzado en 2005 por la disquera Discos hispanos.

## Lista de canciones
1. Meshkalina
2. Chicama way
3. Simple
4. Jewscaboose
5. I´m so glad
6. Tibet's suzettes
7. Virgin
8. Sky pilot
9. Yesterday's game
10. Fire
11. Tell the world i'm alive
12. Tell the world i'm alive (Side B)
13. Last song
14. The days have gone
15. America
16. What you need and what you want
17. You want to be sure
18. La camita

- Datos: Q5885122